# Charles Frédéric Louis d'Isembourg
Charles Fréderic Louis Maurice, prince d'Isembourg-Birstein, né le 29 juin 1766 à Birstein (Landgraviat de Hesse-Darmstadt), mort le 21 mars 1820 à Birstein (Électorat de Hesse), est un général allemand au service de l’Empire.

## États de service
Il entre en service en 1781, à l’école militaire de Colmar, et de 1784 à 1794, il sert dans l’armée autrichienne. Il démissionne en 1794 avec le grade de lieutenant-colonel.
En 1803, il se met au service de la Prusse et il est promu général major le 25 octobre 1802. Il passe au service de la France en 1804.
Il est nommé colonel le 1er novembre 1805, chargé de créer et de former le régiment qui porte son nom à Mayence. Il est promu général de brigade le 12 décembre 1806, et il est affecté à l’armée d’Italie. Le 9 novembre 1807, il rejoint le corps d'observation des côtes de l'Océan, pour prendre le commandement de la 2e brigade de la 1re division du général Musnier.
Le 8 novembre 1808, il passe dans la 2e division d’infanterie du général Leval au 4e corps d’armée de l’armée d’Espagne, et le 7 mai 1809, il est autorisé à rentrer en France pour cause de maladie.
Le 23 juin 1810, il est maintenu en congé pour raison de santé. Il demande l’autorisation de démissionner, et le 8 décembre 1813, Napoléon accepte.  
Il se retire dans sa principauté, où il meurt le 21 mars 1820.

## Sources
- (en) « Generals Who Served in the French Army during the Period 1789 - 1814: Eberle to Exelmans »
- Thierry Pouliquen, « Les généraux français et étrangers ayant servis [sic] dans la Grande Armée » (consulté le 24 janvier 2014)
- (pl) « Napoléon.org.pl »